# Peñamellera Baja
Peñamellera Baja (en asturiano: El Valle Baju de Peñamellera) es un concejo de la comunidad autónoma de Asturias, en el norte de España. Limita al norte con Llanes y Ribadedeva, al oeste con Peñamellera Alta, al este con Val de San Vicente, Herrerías y Lamasón todos ellos en Cantabria y al sur con Peñarrubia y Tresviso, también en Cantabria. De acuerdo al INE de 2021 cuenta con una población de 1244 habitantes. Parte del su territorio está integrado en diferentes figuras de protección como por ejemplo el paisaje protegido de la Sierra del Cuera.

## Historia
La historia de Peñamellera Baja es básicamente la misma que la de su vecina la Alta hasta que se realizó su escisión en 1869. No obstante, hay que comentar algunas cosas referentes solo al denominado anteriormente cueto bajo, así como mencionar las que pasaron conjuntamente.
De la época prehistórica son de destacar los descubrimientos encontrados en Panes y sus alrededores. La cueva de La Loja nos muestra diversos útiles líticos deparándonos un importante conjunto de arte parietal correspondientes a la edad magdaleniense y en la que podemos disfrutar de grabados de animales como los caballos y bisontes.
La primera prueba documental de Peñamellera data de 1032, fecha en la cual se intercambiaron los condes de Piniolo y Aldonza y el rey leonés Bermudo III territorios, cediendo los primeros la mitad de Peñamellera. Tras incorporación total al reino del territorio el rey Fernando II desposeyó a Asturias de estas zonas para incluirlas en el reino de León aunque eclesiásticamente todavía dependiera del obispado de Oviedo.
En 1340 el rey Alfonso XI otorga al pueblo de Peñamellera el fuero mediante el cual las gentes del concejo podían nombrar a sus representantes sin tener que acudir a los emplazamientos de la Merindad de Asturias de Santillana. Aparecen entonces varios poderes señoriales como los de los marqueses de Aguilar de Campoo, que ostentaron también el señorío de Peñamellera. Esta medida trajo consigo la aparición de torres señoriales y la patrimonialización de los cargos públicos. Como ejemplo están las torres de Colosia y de Siejo. Es durante esta época del bajo medievo cuando aparece por primera vez la intención de dividir el valle en dos unidades administrativas, el alto valle y el bajo.
En la Edad Moderna el valle de Peñamellera formaba parte de la mancomunidad de los cinco valles de la comarca de Burgos. Entre 1514 y 1522 formó parte junto con San Vicente de la Barquera de una jurisdicción independiente. En 1749 fue agregado a la intendencia de Burgos y Bastón de Laredo, y estuvo presente en la formación de la provincia de Cantabria de 1778.
Siempre la ganadería y la agricultura estuvieron presentes en la vida del valle, quedando eximidas sus gentes de los impuestos derivados de la venta del ganado gracias a un privilegio que les fue concedido por el rey Carlos II.
La capital del valle se establecía en su cueto bajo, en Abándames. Cada cueto, el alto y el bajo tenían un regidor, un juez noble para cada uno y otro para el valle en general. La población era una mezcla de señores rurales y una mínima nobleza de ilustres alcurnias.
El valle sufrió también las consecuencias de la guerra de la Independencia siendo ocupado por las tropas francesas en 1809 cuando el coronel Gauthier rompió la vigilancia del río Deva e invadió el concejo regresando en 1810.
Otro hecho fundamental de este siglo sucedió en 1833: merced a la reforma territorial de Javier de Burgos, el territorio de Peñamellera junto al de Ribadedeva vuelven a integrarse a Asturias, con la que nunca habían perdido relación pues si bien administrativamente pertenecían a Castilla, eclesiásticamente estaban bajo la influencia de la diócesis de Oviedo y formaron parte de la Asturias de Santillana. En 1834, coincidiendo con la formación de los partidos judiciales, Peñamellera y Ribadedeva protestaron ante el Ministerio de Fomento para pedir su inclusión en la provincia de Santander, por razones de «interés común y utilidad pública», aún cuando en 1821 y 1822 ya habían manifestado su oposición a integrarse en esta provincia.
En ese momento empiezan a aparecer las discusiones para la capitalidad del mismo entre Alles y Abándames. En 1869 se separan administrativamente los dos cuetos quedando Abándames como capital del valle bajo. Esta situación perduró hasta 1890, momento en el que es trasladada la capitalidad a Panes, localidad que experimento un aumento progresivo en la población.
El escudo del concejo, incluye en su primer cuartel cortado a la Cruz de la Victoria, en referencia a su integración asturiana después de la separación que sufrió, y el pico de Peñamellera en honor al pico que separa las dos Peñamelleras. En el segundo cuartel son las cabezas de los Santos mártires Emeterio y Celedonio, Una carabela embistiendo una cadena que sostiene dos torres de oro almenadas, puestas sobre dos torres de plata. Este segundo cuarto representa las armas de la ciudad de Santander, en clara alusión a la antigua pertenencia del concejo a la provincia vecina.
También del valle bajo fue característica la emigración de jóvenes a América, invirtiendo años más tarde sus fortunas en forma de casonas, palacios, escuelas y diversos servicios que benefician a todo el pueblo, como fueron las mejoras en carreteras y la traída del agua. Durante la contienda civil Española destacar que el cueto bajo contó con la resistencia del ejército republicano bajo órdenes de Manolín Álvarez, siendo conquistada la zona el 9 de septiembre de 1937 por las tropas navarras con ayuda de la legión Cóndor.

## Demografía
Peñamellera Baja cuenta con una población de 1188 habitantes (INE 2024).
| Gráfica de evolución demográfica de Peñamellera Baja entre 1897 y 2021 |
| |
| Población de derecho según los censos de población del INE Población de hecho según los censos de población del INEEn 1897 aparece este municipio porque se segrega del municipio Peñamellera |

Al igual que su vecina la Alta y la mayoría de los concejos de la comarca, Peñamellera Baja se ha caracterizado por una pérdida progresiva de la población en este último siglo pasado. Primero fueron las migraciones a ultramar para después dirigirse la población, a mediados de la centuria, a Europa y los núcleos industriales de la región. Así desde que en 1930 se alcanzase la cota máxima de población con 4910 habitantes, la situación que más se da desde entonces es el descenso de la población, dejando una cifra actual de 1579 habitantes.
Toda esta situación hace que las estructuras demográficas de la zona se encuentren bastante desequilibradas, en cuanto al envejecimiento, presentando una de las tasas más elevadas de toda la región. No ocurre lo mismo con la relación de sexos, presentando el concejo una de las mejores relaciones de toda la comarca de los Picos de Europa. Actualmente la mayoría de la población se concentra en los alrededores del río Deva en el norte, encontrándose el sur bastante despoblado a excepción de la parroquia de Cuñaba (Cuñaba y San Esteban), que aún con todo ha perdido bastante población en estos últimos tiempos.

### Población por parroquias
Desglose de población según el Padrón Continuo por Unidad Poblacional del INE.
| Núcleos   | Habitantes (2022) | Hombres | Mujeres |
| --------- | ----------------- | ------- | ------- |
| Abándames | 120               | 63      | 57      |
| Alevia    | 63                | 32      | 31      |
| Buelles   | 108               | 50      | 58      |
| Cuñaba    | 40                | 20      | 20      |
| Merodio   | 78                | 43      | 35      |
| Narganes  | 56                | 37      | 19      |
| Panes     | 585               | 272     | 313     |
| Siejo     | 80                | 45      | 35      |
| Tobes     | 95                | 50      | 45      |

## Economía
En lo que se refiere a la actividad económica mencionar que el sector agropecuario sigue siendo el más relevante de la comarca, generando el 46,52 % de los empleos. La tierra utilizada para cultivos representa un total del 2,21 % del territorio, utilizándose más del 60 % para uso ganadero. La cabaña predominante es la vacuna, orientada principalmente a la producción láctea. También son censadas en el concejo cabezas de caballos, cabras y ovejas.
El sector secundario crea el 16,40 % del empleo local, concentrándose la mayoría en el sector de la edificación y obras públicas con un 16,22 %. También importante es la industria quesera, produciéndose en San Esteban queso de Peñamellera a través de una sociedad cooperativa, en Panes el queso Monje y en Buelles el queso chivita.
El sector terciario de servicios está radicado casi en su totalidad en la capital del concejo, Panes, generando un total del 37,08 % de los empleos. Dicha capital posee una buena cantidad de servicios, estando bastante bien cubiertas sus necesidades. Últimamente es de reseñar el auge que está teniendo el turismo rural y activo gracias al atractivo natural de la zona.

## Administración y política
| Periodo   | Nombre                     | Partido | Partido                                    |
| --------- | -------------------------- | ------- | ------------------------------------------ |
| 1979-1983 | José Villar Bueno          |         | Unión de Centro Democrático (UCD)          |
| 1983-1987 | José Pérez Madrigal        |         | Alianza Popular (AP)                       |
| 1987-1991 | Roberto González Blanco    |         | Partido Popular (PP)                       |
| 1991-1995 | Pedro Morán Medrano        |         | Partido Popular (PP)                       |
| 1995-1999 | Rafael Cuello Roces        |         | Federación Socialista Asturiana (FSA-PSOE) |
| 1999-2015 | José Manuel Fernández Díaz |         | Partido Popular (PP)                       |

| Partido político    | Partido político                                                    | 1979   | 1983   | 1987   | 1991   | 1995   | 1999   | 2003   | 2007   | 2011   | 2015   | 2019   | 2023   |
| Partido político    | Partido político                                                    | Ediles | Ediles | Ediles | Ediles | Ediles | Ediles | Ediles | Ediles | Ediles | Ediles | Ediles | Ediles |
|                     | Alianza Popular (AP)-Partido Popular (PP)                           | 1      | —      | 3      | 5      | 4      | 5      | 6      | 6      | 6      | 5      | 6      | 6      |
|                     | Federación Socialista Asturiana (FSA-PSOE)                          | 5      | —      | 4      | 4      | 5      | 4      | 3      | 3      | 2      | 3      | 3      | 3      |
|                     | Foro Asturias (FAC)                                                 | —      | —      | —      | —      | —      | —      | —      | —      | 1      | 1      | —      | —      |
|                     | Unión de Centro Democrático (UCD)-Centro Democrático y Social (CDS) | 5      | —      | 2      | —      | —      | —      | —      | —      | —      | —      | —      | —      |
| Total de concejales | Total de concejales                                                 | 11     | 11     | 9      | 9      | 9      | 9      | 9      | 9      | 9      | 9      | 9      | 9      |

## Cultura

### Patrimonio
A las puertas de Los Picos de Europa, Peñamellera Baja ofrece espectaculares parajes naturales que hacen de éstos el mayor patrimonio del concejo. De impresionantes se pueden calificar los paisajes que se pueden contemplar en Cuñaba y San Esteban de los Picos de Europa, sobre todo a través del Mirador de San Esteban, reconstruido por el pueblo. Esta población de San Esteban fue declarada Pueblo ejemplar de Asturias en 1990.
El concejo posee una importante muestra de la época prehistórica en la cueva de La Loja. Tiene dicha cueva una larga galería en la que se puede observar un gran panel de grabados y figuras animales, caballos y toros. Estas figuras están en parte superpuestas y orientadas hacia el fondo de la cueva.
La importancia de la arquitectura religiosa en relación con otros concejos vecinos es bastante escasa, consecuencia de las destrucciones y ruinas en las que se encuentran muchas de estas obras. Tenemos la iglesia de San Vicente en Panes, edificio románico que fue destruido en 1936 y cuyos restos se pueden observar en la actual iglesia parroquial. Camino de Potes encontramos la iglesia de San Juan de Ciliergo, actualmente en ruinas, y que data de finales del siglo XIII, de estilo tardorrománica y que está compuesta de una nave solamente, cabecera cuadrada cubierta por bóveda de cañón. En el interior se conserva un arco de triunfo con capiteles de talla figurativa. A la salida de Panes tenemos la iglesia de San Juan de Alieva con restos románicos en la cabecera y capillas laterales góticas. También conservan elementos góticos los templos de Abándames, Merodio y Tobes, así como la ermita de Nuestra Señora de Espioña.
Dentro de las obras señoriales encontramos en el concejo diversidad de palacios y casonas. El Palacio de La Cajiga en Abándames, es una edificación del siglo XVII, y perteneciente a la familia Mier y en el que se ve un empeño en el cuidado de las formas y proporciones.
También en Abándames encontramos el palacio del Palenque y que tiene una estructura similar al anterior. En Panes tenemos el palacio de San Román, que data del siglo XVII también de la familia Mier, y el cual estaba formado por la casona de planta rectangular de dos pisos y altillo, y una capilla exenta de nave única.
Además de estos tres, que son los más importantes, hay más casonas repartidas por los pueblos como el palacio de Cerébanes, la casona Mier en Siejo, el palacio de L'Abariega de la familia Noriega y Escandón en Cimiano y los palacios de la familia Hoyos en Bores y La Serna.
Más modernas son las casas indianas y la torre de la ermita de San Antonio y desde la que se divisa todo el valle del Deva. Además de todo esto, también se tienen datos de antiguas torres bajomedievales. Una de ellas localizada en Siejo, y de la que solo se conserva un lienzo, y la otra en Colosía, destruida totalmente en el año 1927.

### Fiestas
Entre sus principales fiestas destacan:
- Las fiestas de San Isidro Labrador en la localidad de Panes el 15 de mayo.
- “Jira del paisano” en Cuera en el mes de julio.
- El Certamen del queso artesano y artesanía de los picos de Europa en Panes el último sábado de julio.
- Fiestas de San Roque el 16 de agosto en Panes.
- Las fiestas de San Cipriano en Panes en el mes de septiembre.
- Fiestas de Nuestra Señora de Espioña Reina y Madre de Peñamellera Baja el 8 de septiembre, Cimiano.

Las fiestas en los pueblos de Peñamellera sirven para rememorar viejas costumbres como las subastas de los ramos, el árbol que pina la gente joven, llamado hoguera, las fuentes decoradas por San Juan, los cánticos populares, los trajes regionales. A su vez se celebran deportes autóctonos como los bolos y degustación de la gastronomía lugareña. La fiesta principal del concejo es la de San Cipriano, nacida a raíz de las ferias ganaderas del mismo nombre en el "Campu San Ciprián", al pie del pico Peñamellera.